# Trophée d'Irlande du Nord de snooker
Le trophée d'Irlande du Nord de snooker est un ancien tournoi de snooker disputé une première fois en 1981 puis de nouveau entre 2005 et 2008, année de sa disparition. Il comptait pour le classement mondial de snooker lors des trois dernières éditions. 

## Historique
Organisé par la WPBSA dans le Waterfront Hall de Belfast, le tournoi a vu 5 vainqueurs différents s'imposer, le dernier étant Ronnie O'Sullivan.

## Palmarès
| Année                                    | Ville                                    | Vainqueur                                | Finaliste                                | Score                                    | Saison                                   |
| Classique d'Irlande du Nord (non classé) | Classique d'Irlande du Nord (non classé) | Classique d'Irlande du Nord (non classé) | Classique d'Irlande du Nord (non classé) | Classique d'Irlande du Nord (non classé) | Classique d'Irlande du Nord (non classé) |
| ---------------------------------------- | ---------------------------------------- | ---------------------------------------- | ---------------------------------------- | ---------------------------------------- | ---------------------------------------- |
| 1981                                     | Belfast                                  | Jimmy White                              | Steve Davis                              | 11-9                                     | 1981-1982                                |
| Trophée d'Irlande du Nord (non classé)   |                                          |                                          |                                          |                                          |                                          |
| 2005                                     | Belfast                                  | Matthew Stevens                          | Stephen Hendry                           | 9-7                                      | 2005-2006                                |
| Trophée d'Irlande du Nord (classé)       |                                          |                                          |                                          |                                          |                                          |
| 2006                                     | Belfast                                  | Ding Junhui                              | Ronnie O'Sullivan                        | 9-6                                      | 2006-2007                                |
| 2007                                     | Belfast                                  | Stephen Maguire                          | Fergal O'Brien                           | 9-5                                      | 2007-2008                                |
| 2008                                     | Belfast                                  | Ronnie O'Sullivan                        | Dave Harold                              | 9-3                                      | 2008-2009                                |

## Bilan par pays
| Pays           | Joueurs | Total | Premier titre | Dernier titre |
| -------------- | ------- | ----- | ------------- | ------------- |
| Angleterre     | 2       | 2     | 1981          | 2008          |
| Pays de Galles | 1       | 1     | 2005          | 2005          |
| Chine          | 1       | 1     | 2006          | 2006          |
| Écosse         | 1       | 1     | 2007          | 2007          |